# Italo Insolera
Italo Insolera (Turín, 7 de febrero de 1929 – Roma, 27 de agosto de 2012) fue un arquitecto, urbanista, e historiador italiano.

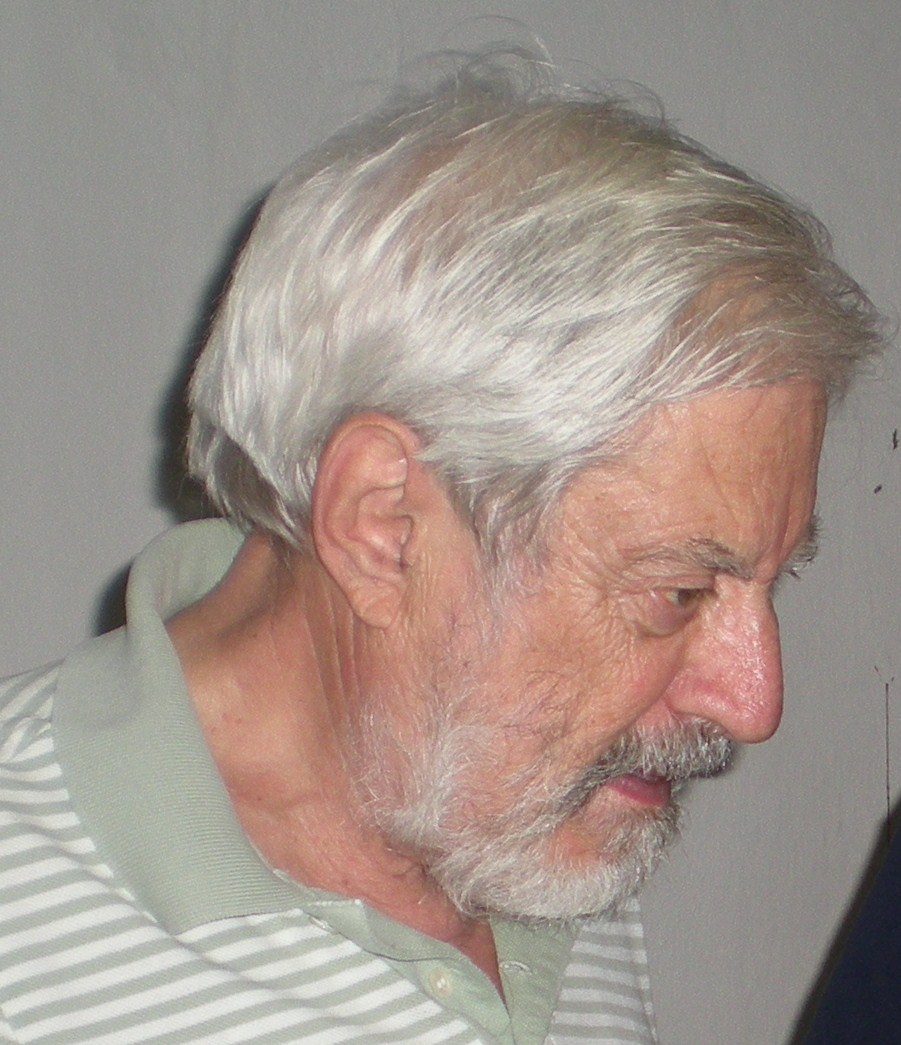
Italo Insolera (2008)

Insolera fue autor de muchos libros y ensayos sobre los acontecimientos y las condiciones económicas, sociales y culturales del desarrollo urbano, así como sobre la función de la ciudad antigua en su relación con el desarrollo de las metrópolis. Su actividad profesional y académica siguió la misma dirección, en la que predominan trabajos de restauración y planeamiento de ciudades históricas y de complejos ambientales. Se interesó particularmente en la relación entre arqueología y ciudad moderna, proponiendo soluciones para (re)utilizar correctamente las ciudades antiguas, teniendo en cuenta las restricciones de tráfico, peatonalización y restauración. Algunas de ellas incluso se llegaron a poner en práctica por los Ayuntamientos, especialmente en Roma.

## Biografía
Nació en Turín en 1929. Su padre Filadelfo, siciliano, profesor universitario, fue uno de los pioneros en ciencias financieras y actuariales en Italia. Su hermano Delfino fue director editorial para las ediciones Zanichelli en los años 70 y 80; su hermana Melina, profesora de secundaria superior, fue autora de tratados de gramática del italiano, del latín y del griego antiguo.
En 1953 Insolera se graduó en arquitectura en la Universidad de Roma La Sapienza, obteniendo en 1954 la autorización para el ejercicio profesional y en 1960 la licencia de docente en urbanismo. Entretanto se había casado con Anna Maria Bozzola (arquitecta, en los  años 60 publicó un libro de educación artística para los últimos cursos de la enseñanza primaria que tuvo gran éxito no solamente en Italia sino también en España). Anna Maria fue su querida pareja toda la vida. En 1962 Insolera publicó Roma moderna. Un secolo di storia urbanistica [Roma moderna: Un siglo de historia urbanística], la primera obra sobre el urbanismo en Roma desde la unificación de Italia hasta el presente. Este libro tuvo seis ediciones, la más reciente publicada en 2011.
En 1971 Insolera fue inscrito en el registro de planificadores de regiones territoriales. De 1963 a 1971 fue profesor encargado de curso en el Instituto Universitario de Arquitectura de Venecia (IUAV) y, de 1971 a 1983, fue catedrático de Historia Urbana en la Escuela de Arquitectura de la Universidad de Ginebra. También impartió cursos y seminarios en las universidades de Roma, Florencia, Nápoles, París, Kassel, Barcelona y Madrid.
En Ginebra fundó y dirigió durante cuatro años el Centre de Recherche sur la Rénovation Urbaine [Centro de investigación sobre la renovación urbana], financiado por la Fundación nacional suiza para la investigación científica.
Insolera asumió un papel fundamental en los debates sobre la protección del medio ambiente y del paisaje desde la conservación y revitalización del patrimonio urbano histórico.
Murió de muerte natural a los 83 años en su casa en el barrio de Monteverde, Roma, en la madrugada del día 27 de agosto de 2012. Sus colegas los urbanistas italianos lamentaron y siguen lamentando su ausencia.
Desde 2003, todos los documentos y materiales pertenecientes a la actividad profesional de Insolera, declarados de significativo interés histórico, están sometidos a la vigilancia de la Dirección Regional de los Archivos.

## Planificación

### Consultorías
- 1965 Ministerio de Obras Públicas (Italia), Comité para definir medidas en carreteras bordeadas por árboles de cara a garantizar la seguridad del tráfico y proteger los valores naturales
- 1966 Ayuntamiento de Roma, Comité para el estudio de zonas peatonales
- 1966-1969 Automobile Club d'Italia, Comité para el tráfico y la circulación
- 1981-1982 Ayuntamiento de Nápoles, Comisionado especial para la reconstrucción tras el terremoto de 1981
- 1981-1982 Programa Intergubernamental Egipto-Italia, Estudio de viabilidad para la restauración y reutilización de la Ciudadela de El Cairo
- 1981-1982 Ayuntamiento de Roma, Comisión para el estudio de problemas relacionados con la ubicación del Parque arqueológico en el centro histórico
- 1988-1990 Museo de historia natural de la Provincia de Livorno, miembro del Consejo de administración
- 1988-1992 Ministerio de cultura y medio ambiente (Italia), miembro del Consejo Nacional
- 1990-1992 Provincia de Bolonia, planificación territorial
- 1994-1995 Ayuntamiento de Roma, Concejalía encargada de la movilidad de los ciudadanos
- 1995-1996 ATAC (Compañía Municipal de los transportes públicos), Roma
- Consejo de Europa, miembro de las Comisiones para los planes de restauración y recuperación de los centros históricos de Toledo (1982), Salamanca (1984) y Antigua Guatemala (1997)
- Consejo de Europa, ponente general invitado en los congresos de Ferrara (1978), Estrasburgo (1982) y Lille (1983).

### Planificación territorial
- 1963 – 1964 Costa del Gargano
- 1965 – 1966 Provincia de Teramo (Abruzzo)
- 1965 – 1970 Costa y territorio de Gallura
- 1968 – 1969 Costa de la Provincia de Nuoro
- 1973 – 1976 Apeninos umbros
- 1984 – 1992 Parque arqueológico del cabo Colonna, Crotona
- 1982 – 1992 Parques en los términos municipales de Suvereto, Campiglia Marittima, Piombino (Provincia de Livorno) y Follonica (Provincia de Grosseto)
- 1985 Plan Territorial y de Paisaje (en italiano: Piano Territoriale-paesistico) de la Región de Emilia-Romaña (conforme a la Ley Nacional n° 431/85).

### Planificación urbana
- 1956 Porto Empedocle (Provincia de Agrigento), Plan de reconstrucción
- 1957 Rivisondoli (Provincia de L'Aquila), Plan de reconstrucción
- 1967–1972 Planes coordinados de los municipios de Cecina, Bibbona, Castagneto Carducci, San Vincenzo, Sassetta (Provincia de Livorno; en colaboración)
- 1969 – 1970 Planes coordinados para la construcción de viviendas en los municipios de Dorgali, Orosei, Siniscola (Provincia de Nuoro, Cerdeña; en colaboración)
- 1973 – 1978 Plan general de Ordenación Urbana de la comuna de Livorno (Toscana)
- 1988 – 1996 Plan general de Ordenación Urbana de la comuna de Pitigliano (Provincia de Grosseto, Toscana; en colaboración)
- 1989 – 1994 Plan general de Ordenación Urbana de la comuna de Correggio (Provincia de Reggio Emilia, Emilia-Romaña; en colaboración)
- 1997 – 1999 Plan estructural de Lucca (Toscana, en colaboración).

### Parques y barrios
- 1957 Barrio INA-Casa (vivienda social) en Siracusa Santa Panagia (Sicilia, en colaboración)
- 1958 Barrio INA-Casa (vivienda social) en Nápoles Soccavo (en colaboración)
- 1962 Barrio INA-Casa (vivienda social) en Caserta (Campania, en colaboración)
- 1971 - 1978 Barrio de vivienda social en San Vincenzo (Provincia de Livorno, en colaboración)
- 1980 - 1981 Planes urbanísticos detallados (en italiano: "Piani Particolareggiati") para la comuna de Castagneto Carducci (Provincia de Livorno, en colaboración)
- 1982 - 1984 Planes de instalaciones productivas (complejos hoteleros; en italiano: PIP, "Piani per Insediamenti Produttivi") en Piombino (Provincia de Livorno, en colaboración)
- 1988 Plan de viabilidad del Parque arqueológico de Gabii (Roma; en colaboración)
- 1988 - 1989 En colaboración con Leonardo Benevolo y Pier Luigi Cervellati, estudio para el Plan urbanístico detallado del centro histórico de Palermo (por encargo del ayuntamiento, alcalde Leoluca Orlando)
- 1996 Estudio preliminar para el Plan de Ordenación (en italiano: "Piano di Assetto") del Parque arqueológico de la Vía Apia antigua (Roma)
- 1997 Proyecto medioambiental para la autopista it:Grande Raccordo Anulare de paso subterráneo bajo la Vía Apia antigua (Roma, it:ANAS, Empresa Nacional de las Carreteras)
- 2000 Estudio medioambiental y paisajístico de la zona de it:Tormarancio (Roma; en colaboración, por encargo de la Superintendencia especial arqueológica de Roma)
- 2005 Proyecto de Reserva natural y renovación de viviendas rurales en San Vincenzo (Provincia de Livorno; por encargo de: Rimigliano srl; en colaboración).

## Arquitectura
- 1958-1964 Biblioteca Nacional de Turín (en colaboración con Massimo Amodei, Pasquale Carbonara, Aldo Livadiotti, Antonio Quistelli).
- 1958 Escuela infantil en Rivisondoli (Provincia de L'Aquila, Abruzos)
- 1959 Escuela infantil en Pescocostanzo (Provincia de L'Aquila, Abruzos)
- 2001 Estudio para el monumento a Moisés, Monte Nebo (Jordania)
- 2003 Proyecto del Teatro Puccini en Torre del Lago (Viareggio; en colaboración con Mauro Ciampa y Raffaello Bartelletti).

## Restauración
- 1963-1965-1967 Casas en el centro de Anguillara Sabazia (Roma)
- 1971 Casa en el centro histórico de Tropea (Calabria)
- 1980 Casa en el centro histórico de Castagneto Carducci (Toscana)
- 1978-1980 y 1993-1994 Casas romanas antiguas en Vía San Paolo alla Regola, Roma (en colaboración)
- 1990 Casa de las bíforas (en italiano: “Casa delle bifore”) en Piombino (Toscana), sede del Archivo municipal (en colaboración)
- 1990 Claustro de San Francisco en Suvereto (Provincia de Livorno; en colaboración)
- 1989-1992 Centro Meucci en Suvereto (Toscana, en colaboración): una antigua casa rural convertida en residencia para jóvenes marginados
- 1990-1995 Villa Poniatowski en Roma, anteproyecto de conversión en sede de la Colección Castellani (joyas antiguas) y desdoblamiento del Museo Nacional Etrusco de Villa Julia
- 1991-1994 Casa con vista al Lago Mayor (Piamonte)
- 1996 Torre llamada La Pievaccia en Follonica (Provincia de Grosseto, Toscana, en colaboración)
- 2000-2001 Poderi Stalloni en Suvereto (Toscana): antiguas casas rurales convertidas en hostal y sala polivalente para la empresa Parchi Val di Cornia SA (en colaboración).

## Exposiciones
- 1997: Via Appia-Sulle rovine della magnificenza antica (Vía Apia – Por las ruinas del antiguo esplendor), Fundación Memmo, Palacio Ruspoli, Roma; diseño
- En colaboración con el Museo Granet, Aix-en-Provence (Francia):
  - 1996: Paesaggi perduti-Granet a Roma 1802-1824 (Paisajes perdidos – Granet en Roma 1802-1824), Academia Americana en Roma, Comisión científica
  - 2000: Alla ricerca della luce-I pittori di Aix-en-Provence dal XVIII al XX Secolo (Buscando la luz – Los pintores de Aix-en-Provence del siglo XVIII al siglo XX), Ayuntamiento de Perugia, Palacio de la Penna; comisario de la exposición y editor del catálogo
  - 2000-2001: Frondose arcate. Il Colosseo prima dell'archeologia (Frondosas arcadas – El Coliseo antes de la arqueología), Superintendencia arqueológica de Roma, Palazzo Altemps, comisariado, diseño y catálogo
- 2002-2003: Roma tra le due guerre (Roma entre las dos guerras), Museo de Roma en Trastevere y Casa de la Arquitectura, Roma; comisariado y diseño (en colaboración con A.M. Sette)
- 2002-2003: Dall'Augusteo all'Auditorium (Del Augusteo al Auditorio), para la inauguración del Auditorio Parco della Musica, Roma; comisariado, diseño y catálogo (con A.M. Sette).

## Concursos y oposiciones
- 1955 Ordenación urbanística de la zona llamada Valletta di Belfiore, Mantua (Lombardía, en colaboración): primer premio ex aequo
- 1955 Concurso de selección de proyectistas para INA-Casa (programa de viviendas sociales): admitido
- 1957 Plan General de Ordenación Urbana de la ciudad de Venecia (en italiano: “Piano Regolatore Generale”; en colaboración)
- 1957 Biblioteca Nacional de Turín (en colaboración): primer premio ex aequo; realizado
- 1958 Empleos del “Plastirivmel” (elementos plásticos de diseño de interiores), cuarto concurso: segundo premio, realizado
- 1964 Concurso de selección de proyectistas de Gescal (programa de viviendas sociales): admitido
- 1965 Selección de proyectistas ISES (vivienda social): idóneo
- 1967 Ampliación de la Cámara de diputados, Roma
- 1971 Nueva sede de la Universidad de Florencia (en colaboración): segundo premio
- 1982 Restauración del Castillo de Piombino (Provincia de Livorno; en colaboración)
- 2003 Teatro Puccini en Torre del Lago, Viareggio (Toscana): ganador.

## Publicaciones

### Libros
- Insolera (2001) [Primera edición 1962]. Roma moderna. Un secolo di storia urbanistica [Roma moderna. Un siglo de historia urbanística]. Turín: Giulio Einaudi Editore. ISBN 88-06-15931-3.
- Insolera; Italo Zannier (1967). Il quartiere barocco di Roma [El barrio barroco de Roma]. Roma: LEA.
- Insolera (1967-1971). Coste d'Italia [Costas de Italia (5 volúmenes)]. Con colaboradores. Roma: Eni.
- Insolera (1972-1975). Monti d'Italia [Montañas de Italia (4 volúmenes)]. Con colaboradores. Roma: Eni.
- Insolera (1972). La collina di Torino [La colina de Turín]. Città di Torino, en colaboración. Padua: Marsilio.
- Insolera (1973). «L’urbanistica» [El urbanismo]. Storia d’Italia [Historia de Italia]. Turín: Giulio Einaudi Editore.
- Insolera (1978). La città e la crisi del capitalismo [Las ciudades y la crisis del capitalismo]. En colaboración. Roma: Laterza.
- Insolera (1980). Roma. Immagini e realtà dal X al XX secolo [Roma. Imágenes y realidad del siglo X al siglo XX]. Le città nella storia d’Italia. Roma-Bari: Laterza. ISBN 978-88-420-1758-5.
- Insolera; Luigi Gazzola (1982). Parchi naturali: l'esperienza di Rimigliano [Parques naturales: la experiencia de Rimigliano]. Roma: Edizioni delle Autonomie.
- Insolera; Francesco Perego (1983). Storia moderna dei Fori di Roma [Historia moderna de los foros de Roma]. Roma: Laterza. ISBN 978-88-420-5910-3.
- Insolera; Luigi Di Majo (1986). L'EUR e Roma dagli anni Trenta al Duemila [El EUR y Roma desde los años 30 hasta el año 2000]. Roma: Laterza. ISBN 88-420-2797-9.
- Insolera (1986). Roma. Attraverso l’Italia Viaggi Città d’Italia. En colaboración. Roma: Touring Club Italiano. ISBN 88-365-0284-9.
- Insolera (1991). La villa Huffer, una dimora romana dell'Ottocento [La villa Huffer, una mansión romana del siglo XIX]. En colaboración. Roma: Istituto Italiano di Credito Fondiario.
- Insolera (1993). In via delle Muratte. Un edificio e l'intorno nella storia di Roma [En la calle delle Muratte. Un edificio y sus alrededores en la historia de Roma]. En colaboración. Roma: Mediocredito di Roma.
- Insolera (1995). Roma e il Giubileo del secondo Millennio [Roma y el Jubileo del Segundo Milenio]. En colaboración. Roma: Mediocredito di Roma.
- Insolera (1996). Paesaggi perduti, Granet a Roma 1802–1824, American Academy in Rome [Paisajes perdidos, Granet en Roma 1802–1824, Academia Americana en Roma]. Catálogo de exposición en colaboración. Roma: Electa. ISBN 88-435-5894-3.
- Insolera (1997). Via Appia, Sulle ruine della magnificenza antica [[[Vía Apia]], Sobre los restos del antiguo esplendor]. Catálogo de exposición en colaboración. Roma: Leonardo Arte. ISBN 88-7813-776-6. Wikienlace dentro del título de la URL (ayuda)
- Insolera (2000). Frondose arcate, Il Colosseo prima dell'archeologia [Frondosos arcos, El Coliseo antes de la arqueología]. Catálogo de exposición en colaboración. Roma: Electa. ISBN 88-435-7831-6.
- Insolera (2001). Roma fascista attraverso la documentazione dell'Istituto Luce [Roma fascista a través de la documentación del Instituto Luce]. Roma: Editori Riuniti. ISBN 88-359-5028-7.
- Insolera; Alessandra Sette (2003). Roma tra le due guerre. Cronache da una città che cambia [Roma entre las dos guerras mundiales. Crónica de una ciudad que está cambiando]. Roma: Palombi Editori. ISBN 88-7621-412-7.
- Insolera; Alessandra Sette (2003). Dall'Augusteo all'Auditorium [Del Augusteo al Auditorio]. Collana dell’Auditorium (1). Roma: Musica per Roma. ISBN 88-900980-3-1.
- Insolera; Andrea Camilleri (2007). L'occhio e la memoria: Porto Empedocle 1950 [El ojo y la memoria: Porto Empedocle 1950]. Roma: Palombi Editori. ISBN 978-88-6060-089-9.
- Insolera (2008). Saper vedere l'ambiente [Saber cómo ver el ambiente]. Roma: De Luca Edizioni d’Arte. ISBN 88-8016-792-8.
- Insolera; Walter Tocci; Domitilla Morandi (2008). Avanti c’è posto. Storie e progetti del trasporto pubblico a Roma [¡Adelante! Hay sitio. Historias y proyectos de transporte público en Roma]. Roma: Donzelli Editore. ISBN 978-88-6036-276-6.
- Insolera (2010). Roma, per esempio. Le città e l'urbanista [Roma, por ejemplo. Las ciudades y el urbanista]. Roma: Donzelli Editore. ISBN 978-88-6036-458-6.
- Insolera (2011) [Primera edición 1962]. Roma moderna. Da Napoleone I al XXI secolo [Roma moderna. Desde Napoleón Bonaparte hasta el siglo XXI]. Piccola Biblioteca Einaudi (550). Paolo Berdini colaborador (6.a edición). Turín: Giulio Einaudi Editore. ISBN 978-88-06-20876-9.
- Insolera (Febrero de 2021) [Basado en la edición italiana de 2011].  Lucia Bozzola; Roberto Einaudi; Marco Zumaglini, eds. Modern Rome: From Napoleon to the Twenty-First Century [Roma moderna. Desde Napoleón Bonaparte hasta el siglo XXI] (en inglés). Paolo Berdini colaborador. Newcastle: Cambridge Scholars Publishing. ISBN 978-1-5275-4795-7.
- Centre de Recherche sur la Rénovation Urbaine (1983-1998). Atlas du territoire genevois – Permanences et modifications cadastrales aux XIXe et XXe Siècles [Atlas del territorio ginebrino – Permanencias y modificaciones catastrales en los Siglos XIX y XX (7 volúmenes)] (en francés). Prefacio de A. Corboz. Ginebra: Georg Ed.[4]

### Periódicos y revistas
Artículos publicados en: Ferrania, Architettura, Urbanistica, Comunità, Casabella, Zodiac, Architèse, Werk, Centro Sociale, Ulisse, Paese Sera, Il Messaggero, Il Manifesto, La Repubblica, Il Corriere della Sera.